# Mairead Corrigan

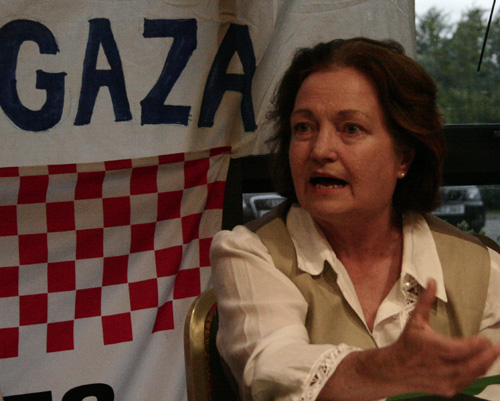
Mairead Corrigan in July 2009

Mairead Corrigan (sinh 27 tháng 1 năm 1944), cũng gọi là Máiread Corrigan-Maguire hoặc Mairead Maguire, là nhà hoạt động hòa bình người Ireland. Bà là người đồng sáng lập – cùng với Betty Williams – "Cộng đồng người hòa bình" (Community of Peace People), một tổ chức nhằm cổ vũ giải pháp hòa bình cho cuộc Xung đột vũ trang tại Bắc Ireland. Hai người phụ nữ này đã được trao Giải Nobel Hòa bình năm 1976. Ngoài giải Nobel Hòa bình nói trên, Corrigan cũng đã được trao nhiều giải thưởng khác.
Trong những năm gần đây, bà là người tích cực chỉ trích chính sách của chính phủ Israel đối với nhà nước và nhân dân Palestine. Để lôi kéo sự chú ý vào đường lối được cho là bất bạo động và hòa bình cho chính sách này - đặc biệt vào việc phong tỏa đường bộ và đường biển tới Dải Gaza – tháng 6 năm 2010 Corrigan đã có mặt trên "tàu cứu trợ" MV Rachel Corrie. Tàu này là một thành viên còn lại của một đội tàu quốc tế đi về hướng bờ biển Gaza, nhưng cuối cùng đã không được phép tới đó.

## Thời niên thiếu
Corrigan sinh trong một cộng đồng người Công giáo. Bà theo học trong một trường Công giáo cho tới năm 14 tuổi, rồi xin đi làm nhân viên thư ký.

## Phong trào hòa bình Bắc Ireland
Corrigan đã tích cực hoạt động trong phong trào hòa bình sau khi 3 người con của chị mình - Anne Maguire - chạy qua đường và bị một chiếc xe do Danny Lennon, một người trong Quân đội Cộng hòa lâm thời Ireland điều khiển cán chết. Người này đã bị Quân đội Anh bắn chết khi cố gắng tìm nơi nghỉ ngơi. Anne Maguire sau đó tự sát.
Betty Williams đã chứng kiến vụ việc này, và ngay sau đó 2 người đồng sáng lập ra tổ chức "Phụ nữ vì Hòa bình", mà sau này trở thành "Cộng đồng người hòa bình".
Đến cuối tháng, Williams và Corrigan đã đưa 35.000 người diễu hành trên các đường phố ở Belfast yêu cầu hòa bình giữa phe cộng hòa Ailen và các phần tử đảng Hợp nhất (chủ trương Bắc Ireland thuộc Vương quốc Anh). Bà tin rằng cách hiệu quả nhất để chấm dứt bạo lực là không dùng bạo lực mà tái giáo dục.
Bà được trao giải Nobel hòa bình năm 1977, chung với Betty Williams (giải thưởng dành cho 1976) cho những nỗ lực của họ. Ở tuổi 32, bà là người trẻ nhất đoạt giải Nobel Hòa bình cho đến nay và cũng là phụ nữ trẻ tuổi nhất từng nhận giải Nobel.

## Sau Giải Nobel Hòa bình
Bà là thành viên trong Ban danh dự của International Coalition for the Decade (Liên minh quốc tế cho Thập niên đầu thiên niên kỷ thứ ba) để xúc tiến Văn hóa hòa bình và bất bạo động.
Năm 2006, Corrigan cùng với Betty Williams, Shirin Ebadi, Wangari Maathai, Jody Williams và Rigoberta Menchu Tum thành lập tổ chức "The Nobel Women's Initiative" (Sáng kiến của các phụ nữ đoạt giải Nobel). Sáu phụ nữ trên đại diện cho Bắc Mỹ, Nam Mỹ, châu Âu, Trung Đông và châu Phi quyết định tập hợp chung những kinh nghiệm của họ trong một nỗ lực thống nhất vì hòa bình, công lý và bình đẳng. Đó là mục tiêu của tổ chức nhằm giúp tăng cường công việc được thực hiện để hỗ trợ quyền của phụ nữ trên toàn thế giới.
Bà là thành viên của nhóm pro-life (bảo vệ sự sống) Consistent Life Ethic (Đạo đức sự sống kiên định), chống nạo phá thai, hình phạt tử hình và euthanasia (sự giúp cho chết không đau đớn).
Corrigan đã tham gia nhiều đợt vận động nhân danh các tù nhân chính trị trên khắp thế giới. Bà là người ký tên đầu tiên vào thỉnh nguyện thư năm 2008 kêu gọi Thổ Nhĩ Kỳ chấm dứt việc tra tấn Abdullah Ocalan, nhà lãnh đạo người Kurd. Tháng 10 năm 2010, Corrigan ký tên vào một thỉnh nguyện thư kêu gọi Trung quốc phóng thích nhà đoạt giải Nobel Hòa bình Lưu Hiểu Ba khỏi bị giam giữ tại gia.

## Hoa Kỳ
Mairead Corrigan đã bị bắt 2 lần ở Hoa Kỳ. Ngày 17.3.2003, Corrigan bị bắt ở bên ngoài khu nhà phức hợp của Liên Hợp Quốc tại thành phố New York trong một cuộc biểu tình chống Chiến tranh Iraq. Sau đó ngày 27.3.2003, bà là một trong 65 người biểu tình chống chiến tranh bị cảnh sát bắt giữ trong thời gian ngắn, sau khi xâm nhập hàng rào an ninh gần Nhà Trắng.
Ngày 9.10.2009, Corrigan bày tỏ nỗi thất vọng về việc chọn Tổng thống Hoa Kỳ Barack Obama là người đoạt Giải Nobel Hòa bình năm 2009, bà nói rằng "trao giải thưởng này cho nhà lãnh đạo một nước quân sự hóa nhất trên thế giới, trong đó đã bắt gia đình con người tham gia chiến tranh trái với ý muốn của họ, sẽ được nhiều người trên thế giới nhìn đúng như một phần thưởng cho sự xâm lăng và thống trị của nước ông".

## Israel
Mairead Corrigan là người lớn tiếng ủng hộ Mordechai Vanunu, một cựu kỹ thuật viên hạt nhân Israel, người đã tiết lộ các chi tiết chương trình hạt nhân quốc phòng của Israel cho báo chí Anh năm 1986 và sau đó bị ở tù 18 năm vì tội phản bội. Tháng 12 năm 2004 Corrigan bay sang Israel để chào mừng Vanunu vào lúc ông được phóng thích. Trong cuộc họp báo chung tại Jerusalem, Corrigan đã so sánh các vũ khí hạt nhân của Israel với phòng hơi ngạt của Đức quốc xã ở Auschwitz. "Khi tôi nghĩ tới các vũ khí hạt nhân, tôi đã tới trại tập trung Auschwitz". Bà nói thêm: "Các vũ khí hạt nhân chỉ là các phòng hơi ngạt hoàn hảo...và đối với một người đã từng biết các phòng hơi ngạt ra sao thì tại sao anh lại còn nghĩ tới việc xây dựng các phòng hơi ngạt hoàn hảo".
Trong một bài phát biểu ngày 21.2.2006 trước "Quỹ Hòa bình thời đại hạt nhân" (Nuclear Age Peace Foundation) ở Santa Barbara, California, Corrigan lại viện dẫn một so sánh giữa Israel với Đức quốc xã: "Cuối tháng 4 một số trong chúng tôi phản đối tại nhà máy hạt nhân Dimona, ở Israel, kêu gọi nó phải được mở cửa cho Liên Hợp Quốc kiểm tra, và các trái bom phải bị phá huỷ. Các máy bay phản lực của Israel bay trên đầu, và một tàu hỏa chạy vào các nhà máy hạt nhân Dimona. Điều này đưa tôi trở lại các kỷ niệm sinh động của chuyến viếng thăm trại tập trung Auschwitz của tôi, với các đường ray, các tàu hỏa, sự phá hủy, và cái chết".
Ngày 20.4.2007, Corrigan tham gia vào một cuộc biểu tình chống việc xây dựng hàng rào an ninh của Israel bên ngoài khu định cư Bil'in của người Ả Rập. Do cuộc biểu tình diễn ra trong một khu vực quân sự không được phép vào, nên các lực lượng Israel đã sử dụng các lựu đạn hơi cay và đạn bọc cao su trong một nỗ lực để giải tán những người biểu tình, trong khi những người biểu tình ném đá vào quân đội Israel, làm bị thương hai cảnh sát biên phòng. Một viên đạn cao su trúng chân Corrigan và bà đã được chuyển đến một bệnh viện Israel để điều trị. Được biết bà cũng bị hít một lượng lớn hơi cay gây chảy nước mắt.
Ngày 29.10.2008, Corrigan gặp Ismail Haniyeh, nhà lãnh đạo Hamas tại dải Gaza. Bà được hụp hình khi nhận một tấm dẹp danh dự bằng vàng mô tả lá cờ Palestine treo trên nước Israel và các vùng lãnh thổ tranh chấp.
Tháng 11 năm 2008, Corrigan yêu cầu Liên Hợp Quốc đình chỉ hoặc thu hồi chức hội viên Liên Hợp Quốc của Israel.
Tháng 4 năm 2009, Corrigan cho rằng chính phủ Israel đã "thực hiện chính sách diệt chủng chống lại người Palestine" và rằng các chính sách này "là trái với luật pháp quốc tế, chống lại nhân quyền, chống lại phẩm giá của nhân dân Palestine".
Ngày 30.6.2009, Corrigan đã bị quân đội Israel bắt giam cùng với 20 người khác, trong đó có cựu dân biểu Quốc hội Hoa Kỳ Cynthia McKinney. Bà đang đi trên một phà nhỏ "MV Spirit of Humanity", được cho là chở viện trợ nhân đạo cho Dải Gaza, khi Israel chặn phà này lại ở bên ngoài bờ biển Gaza. Từ trong một nhà tù của Israel, bà đã dùng điện thoại di động trả lời một cuộc phỏng vấn dài của chương trình phát thanh truyền hình Democracy Now!, và bà đã bị trục xuất về Dublin ngày 7.7.2009.
Trong tháng 5 và tháng 6 năm 2010, Corrigan là hành khách trên tàu MV Rachel Corrie, một trong 7 tàu thuộc "Đội tàu tự do Gaza", một đội tàu của các nhà hoạt động ủng hộ Palestine tìm cách phá vỡ cuộc phong tỏa dải Gaza của Israel-Ai Cập. Trong cuộc phỏng vấn của đài phát thanh BBC Radio Ulster khi còn đang trên biển, Corrigan đã gọi cuộc phong tỏa này là "phi nhân, bao vây bất hợp pháp". Bị trì hoãn vì các trục trặc cơ khí, tàu "Rachel Corrie" không thực sự chạy chung với đội tàu và chỉ đến gần bờ biển Gaza vài ngày sau khi đội tàu chính đã tới trước.
Ngược lại với bạo động khi 6 chiếc tàu đầu tiên tới, việc Israel bắt giữ tàu "Rachel Corrie" chỉ gặp sự kháng cự thụ động. Lực lượng hải quân Israel thậm chí còn được các hành khách trên tàu hạ một thang xuống để giúp họ đi lên boong tàu. Sau vụ này, Corrigan nói bà không cảm thấy sinh mạng của bà bị nguy hiểm như của thuyền trưởng Derek Graham, khi ông tiếp xúc với hải quân Israel để bảo đảm với họ rằng sẽ không có sự kháng cự bằng bạo lực.
Ngày 28.9.2010, Corrigan tới Israel với tư cách thành viên trong phái đoàn của tổ chức Nobel Women's Initiative (Sáng kiến của các phụ nữ đoạt giải Nobel). Bà đã bị chính quyền Israel từ chối cấp visa nhập cảnh, nói rằng trong quá khứ bà đã 2 lần tìm cách phá việc cấm vận dải Gaza của Hải quân Israel và rằng một lệnh trục xuất 10 năm vẫn còn hiệu lực đối với bà. Một nhóm luật gia đã đệ đơn kiến nghị cho Tòa án địa hạt Trung ương chống lại lệnh trên nhân danh Corrigan, nhưng tòa án tuyên bố rằng lệnh trục xuất là hợp lệ. Corrigan sau đó kháng cáo lên Tòa án tối cao của Israel. Ban đầu, Tòa án đề xuất cho Corrigan được phép ở lại trong nước vài ngày, khi nộp tiền bảo lãnh tại ngoại mặc dù có lệnh trục xuất; tuy nhiên, nhà nước đã bác bỏ đề nghị trên, cho rằng Corrigan đã biết trước khi đến là bà đã bị cấm nhập vào Israel và rằng cách cư xử của bà là định nắm pháp luật vào tay của mình. Một hội đồng gồm ba thẩm phán chấp nhận lập trường của nhà nước và tôn trọng phán quyết của Tòa án địa hạt Trung ương. Theo như tường trình thì tại một điểm trong phiên điều trần, Corrigan đã nổi xung và tuyên bố rằng Israel phải chấm dứt "chính sách phân biệt chủng tộc của mình và cuộc bao vây dải Gaza". Một thẩm phán đã la bà và đáp lại "Đây không phải là nơi để tuyên truyền". Mairead Corrigan đã bay về Anh vào sáng hôm sau, ngày 5.10.2010.

## Đời tư
Năm 1981 bà kết hôn với Jackie Maguire, người anh rể góa của bà (chồng của Anne Maguire). Bà có hai người con John và Luke, ngoài 3 người con riêng của chồng.

## Giải thưởng
- Giải Nobel Hòa bình 1976
- Giải Pacem in Terris 1990